# 怡安河内地标大厦
怡安河内地標大廈，或称怡安地標塔72，位於越南河内，為現時越南第二高的摩天大樓（越南現時的第一高樓是在胡志明市的Vincom地标塔81）。此大廈高328.6米，共72層高，總面積57.9萬多平方米。大厦还包括旁边两座48层的住宅楼，总投資金額10.05億美元。此大廈於2007年開始興建，並於2011年10月對外開放。該綜合體的投資者和運營商是由韓國京南企業（韓語：경남기업）投資，投資資金估計為 10.5 億美元。2015年5月，一家越南法院對該綜合體的估值為 7.7 億美元，由韓國的怡安控股（韓語：에이온홀딩스）通過支付 3.734 億美元成為大股東來接管銀行貸款。

## 图库

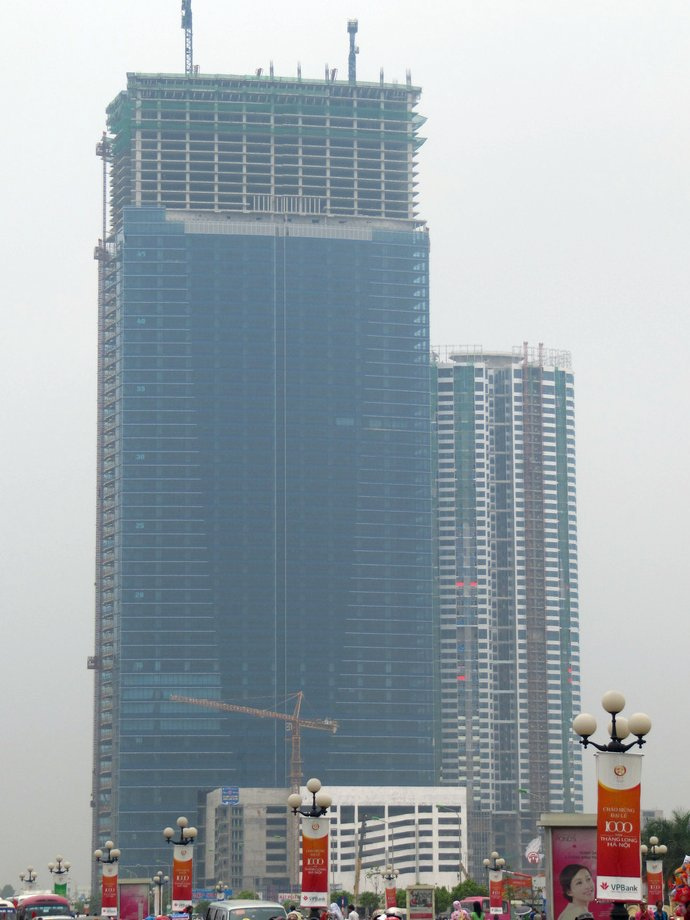
2010年10月
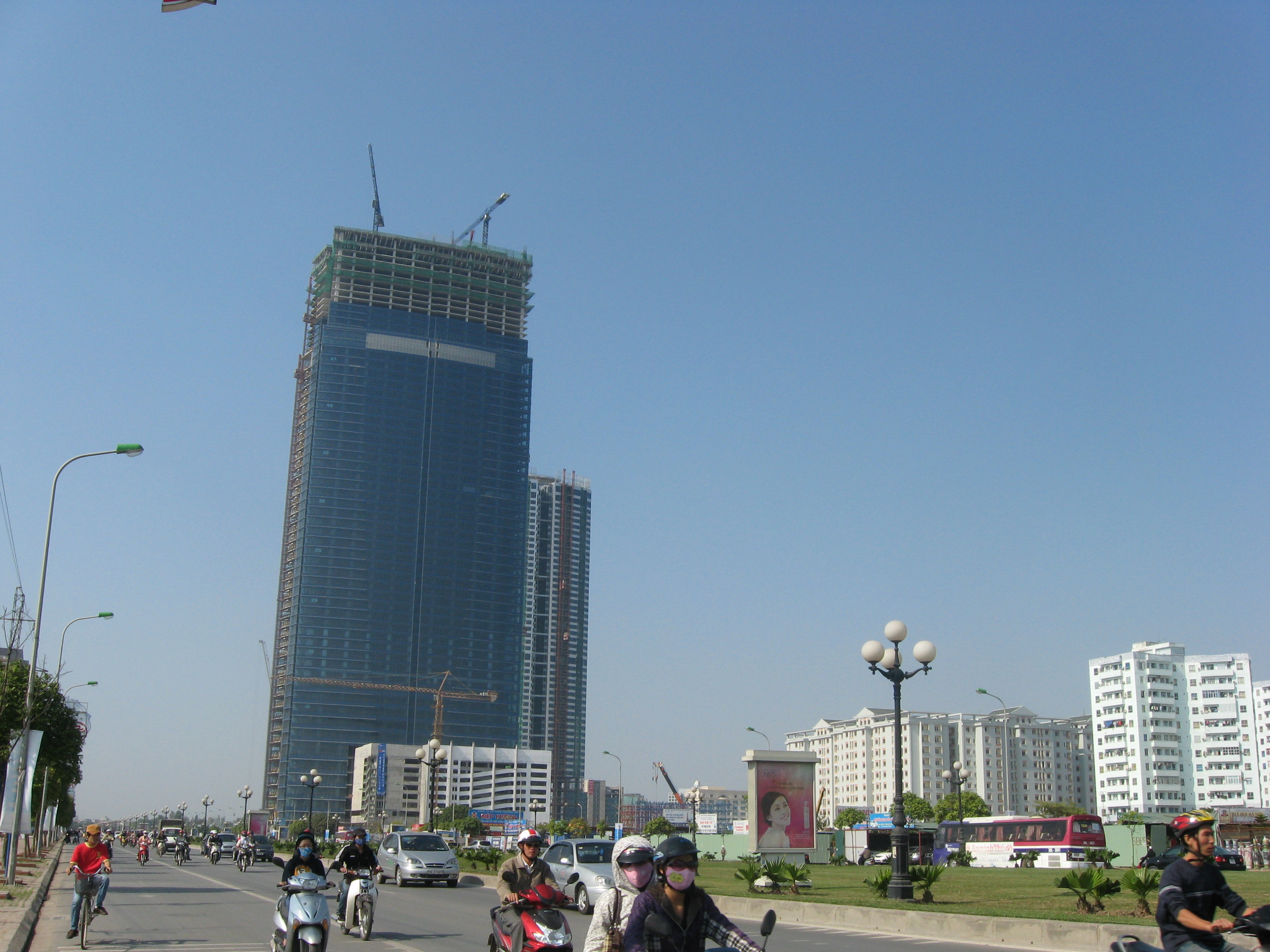
2010年10月30日
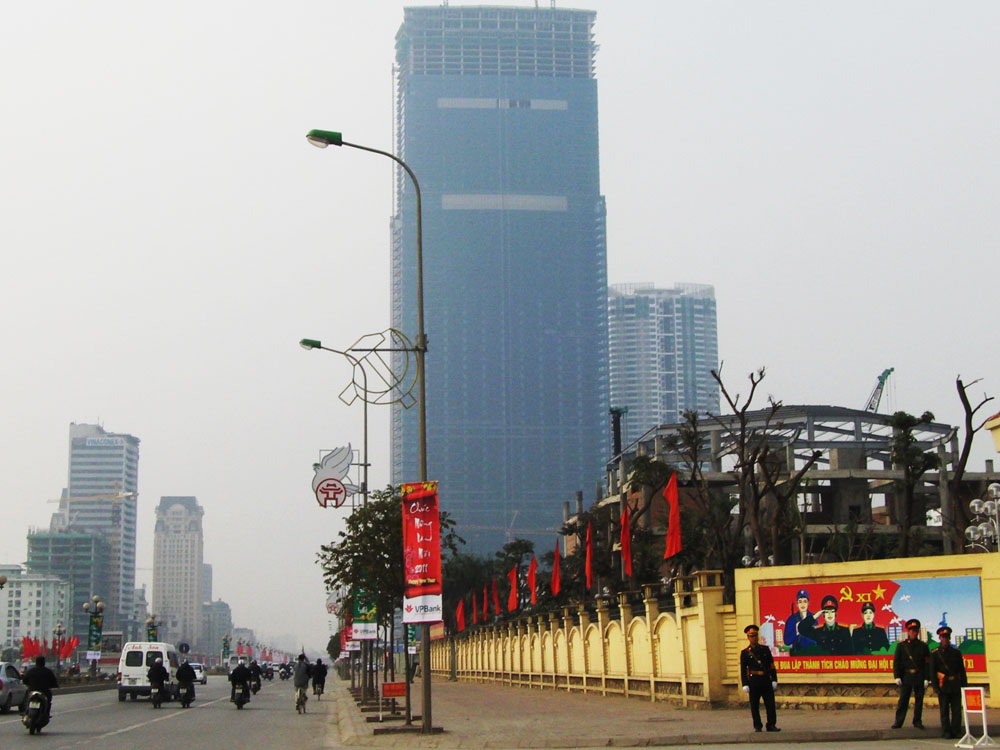
2011年2月1日
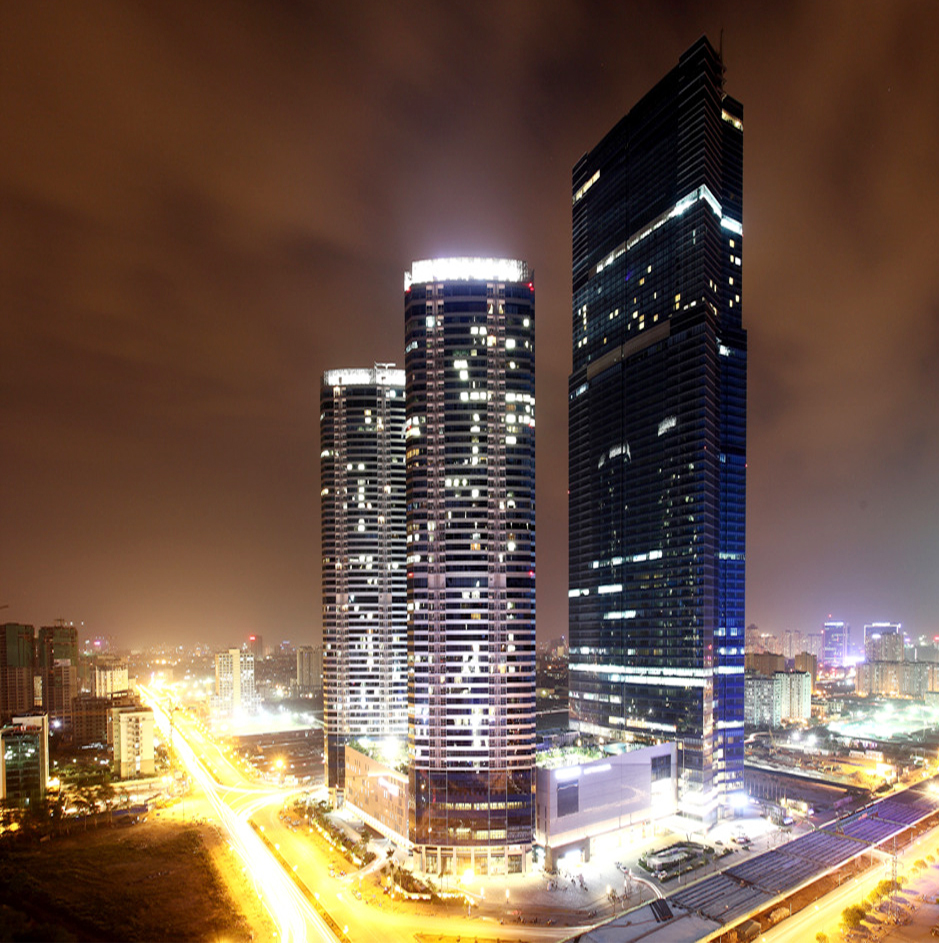
2012年5月17日
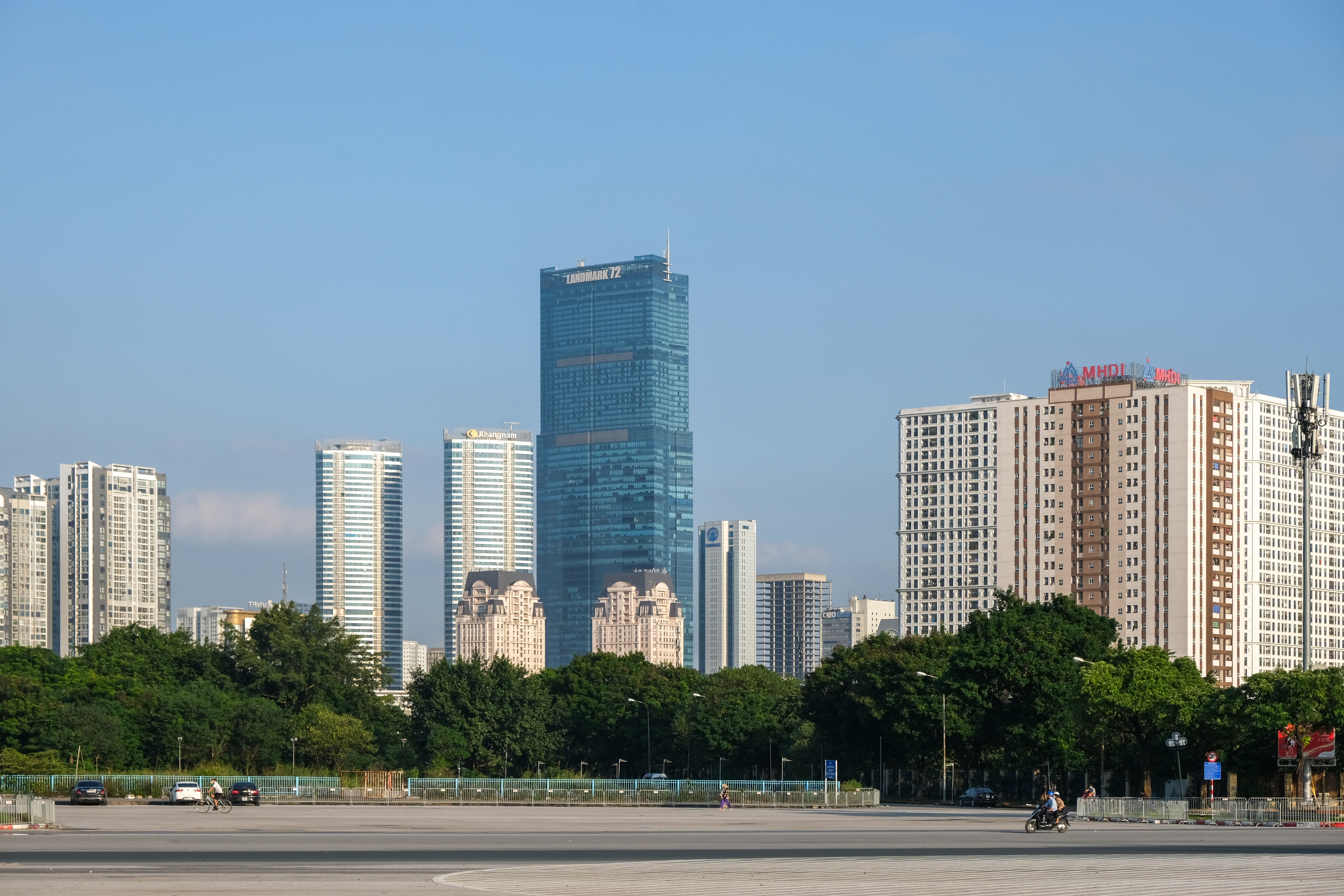
2021年10月21日